# Стејт оф ориџин 2024.
Стејт оф ориџин 2024. било је 43. издање Стејт оф ориџина. Нови Јужни Велс је победио у серији 2-1.

## Састави тимова
- Нови Јужни Велс блуз

- Мајкл Магир - Тренер[2]
- Џејк Трбојевић - Капитен[3]
- Џејмс Тедеско
- Брајан То
- Стивен Крајтон
- Џозеф Суали
- Зек Ломакс
- Џароме Луај
- Нико Хајнс
- Рис Робсон
- Пејн Хас
- Лијам Мартин
- Ангус Крајтон
- Камерон Меклајнс
- Иса Јео
- Хаумоле Олакатау
- Спенсер Ленију
- Хадсон Јанг
- Мет Бартон
- Лук Кери
- Мичел Барнет

- Квинсленд маронс

- Били Слатер - Тренер
- Дејли Чери Еванс - Капитен
- Рис Волш
- Хавијер Коутс
- Валентине Холмс
- Хамисо Фидов
- Мареј Таулаги
- Том Дерден
- Робен Котер
- Бен Хант
- Линсеј Колинс
- Џејден Суа
- Џеремија Нанаји
- Патрик Кариган
- Хари Грант
- Моеаки Фотека
- Џејмен Хогпод
- Селвин Кобо
- Фелисе Кауфуси
- Брендан Пијакура
- Езра Мам

## Утакмице

### Прва утакмица
Стадион Аустралија, Сиднеј, Нови Јужни Велс - 77 214 гледалаца
Судија - Ешли Клајн
Играч утакмице: Дејли Чери Еванс
Нови Јужни Велс - Квинсленд 10-38
Поени за Нови Јужни Велс:
Есеји:
Џејмс Тедеско, Зек Ломакс
Голови:
Николас Хајнс
Црвени картон:
Џозеф Суали
Поени за Квинсленд:
Есеји:
Бенџамин Хант 2, Хамисо Фидов 3, Хавијер Коутс
Голови:
Валентин Холмс 7

### Друга утакмица
Крикет стадион, Мелбурн, Викторија - 90 084 гледалаца
Судија - Ешли Клајн
Играч утакмице: Мичел Мосес
Нови Јужни Велс - Квинсленд 38-18
Поени за Нови Јужни Велс:
Есеји:
Лијам Мартин, Брајан То, Зек Ломакс, Латрел Мичел, Дајлан Едвардс
Голови:
Зек Ломакс 5
Жути картон:
Лијам Мартин
Поени за Квинсленд:
Есеји:
Џеремија Нанаји, Хамисо Фидов, Мурај Таулаги
Голови:
Валентин Холмс 3
Жути картон:
Патрик Кариган

### Трећа утакмица
Стадион Санкорп, Бризбејн, Квинсленд - 52 457 гледалаца
Судија - Ешли Клајн
Играч утакмице: Дајлан Едвардс
Квинсленд - Нови Јужни Велс 4-14
Поени за Квинсленд:
Голови:
Валентин Холмс 2
Жути картон:
Џеремија Нанаји
Поени за Нови Јужни Велс:
Есеји:
Бредмен Бест, Мичел Мосес
Голови:
Зек Ломакс 3
Жути картон:
Камерон Мари

## Видео снимци
Преглед прве утакмице
https://www.youtube.com/watch?v=bbM6aSB6iMQ
Преглед друге утакмице
https://www.youtube.com/watch?v=r8JHZWv2XHU
Преглед треће утакмице
https://www.youtube.com/watch?v=PdWGRAlbLjo
| Победник Стејт оф ориџин 2024.  |
| ------------------------------- |
| Нови Јужни Велс (2-1) 17.титула |